# Abisares
Abisares o Abiares, o també Embisaros, (en grec antic Ἀβισάρης o Ἐμβίσαρος) va ser un rei indi de la zona de més enllà del riu Hidaspes, en un territori situat a les muntanyes.
Va enviar ambaixades a Alexandre el Gran abans i després de l'enfrontament d'Alexandre amb Poros d'Hidaspes, tot i que sembla que estava a favor de Poros. Alexandre li va permetre conservar el seu regne i encara el va engrandir, i a la seva mort va nomenar al seu fill com a successor, segons diu Flavi Arrià a l'Anàbasi d'Alexandre el Gran.